# Timbres de Monaco émis en 2006
Les timbres de Monaco émis en 2006 sont les timbres postaux émis par l'Office des émissions de timbres-poste (OETP) de la principauté de Monaco sur l'année 2006.

## Généralités
Les timbres portent la mention « Monaco » et une valeur faciale en euro (€). Ils sont en usage pour les plis au départ. Ils sont imprimés en France par l'Imprimerie des timbres-poste et valeurs fiduciaires (ITVF, devenu Phil@poste Boulazac) et le service postal est assuré par la France ; ceci explique pourquoi ces timbres sont également vendus en France par La Poste française.
À partir du 6 juin, les timbres de Monaco portent la mention d'imprimeur Phil@poste 2006, en remplacement d'ITVF. La mention est « Phil@poste 2007 » sur les timbres émis le 1er décembre puisqu'il s'agit de timbres initialement prévus pour 2007 et émis pour l'exposition philatélique MonacoPhil' 2006.
Le choix des sujets et de la politique philatélique est de la compétence de l'Office des émissions de timbres-poste de Monaco (OEPT).

### Tarifs postaux
Les tarifs postaux en vigueur au départ de Monaco sont ceux que La Poste applique en France métropolitaine.

#### Tarifs du1ermars 2005
Voici les tarifs postaux au départ de Monaco qui peuvent être réalisés à l'aide d'un seul timbre ou bloc émis en 2006. Les tarifs en vigueur sont ceux du 1er mars 2005. C'est à partir des timbres émis le 1er décembre 2006 que les valeurs faciales tiennent compte des nouveaux tarifs du 1er octobre 2006.
Tarif intérieur (plus Andorre et France, et DOM-TOM français selon le poids) :
- 0,48 € : lettre de moins de 20 grammes en service économique
- 0,53 € : lettre de moins de 20 grammes
- 0,64 € : lettre de 20 à 50 grammes en service économique
- 0,77 € : lettre de 50 à 100 grammes en service économique
- 0,82 € : lettre de 20 à 50 grammes
- 1,22 € : lettre de 50 à 100 grammes
- 1,45 € : lettre de 100 à 250 grammes en service économique

Tarif international :
- 0,55 € : lettre de moins de 20 grammes à destination de la zone A (Union européenne, plus Liechtenstein, Saint-Marin, Suisse et Vatican)
- 0,90 € : lettre de moins 20 grammes à destination de la zone C (Amérique, Asie et Océanie)
- 1,60 € : lettre de 20 à 40 grammes vers la zone B (reste de l'Europe et Afrique)
- 1,75 € : lettre de 80 à 100 grammes à destination de la zone A
- 1,80 € : lettre de 20 à 40 grammes à destination de la zone C
- 5,50 € : lettre de 500 à 750 grammes à destination de la zone B en service économique

## Légende
Pour chaque timbre, le texte rapporte les informations suivantes :
- date d'émission, valeur faciale et description,
- formes de vente,
- artistes concepteurs et genèse du projet,
- manifestation premier jour,
- date de retrait, tirage et chiffres de vente,

ainsi que les informations utiles pour une émission donnée.

## Janvier

### Torino 2006
Le 9 janvier, est émis un diptyque et un timbre pour l'annonce des Jeux olympiques d'hiver de 2006 à Turin, en Italie. Les deux timbres de 0,55 € présentent chacun les anneaux olympiques et une des mascottes de la manifestation. Le timbre isolé de 0,82 € montrent deux des disciplines sportives des jeux : le bobsleigh et le ski alpin.
Les timbres sont signés Robert Prat et imprimés en héliogravure par feuille de quatre paires pour le diptyque et de dix timbres pour le second type.

### Musée des timbres et des monnaies 1996-2006
Le 30 janvier, est émis un timbre commémoratif de 0,53 € pour le dixième anniversaire du Musée des timbres et des monnaies, ouvert à l'initiative de Rainier III. Le timbre représente des pièces de collection : une presse à imprimer, des panneaux d'exposition de monnaies et de timbres. Est reconnaissable le profil de Rainier III sur un timbre de poste aérienne dessiné et gravé par Czesław Słania, émis en 1974.
Le timbre est dessiné par Thierry Mordant et gravé par Pierre Albuisson pour une impression en taille-douce par feuille de dix timbres.

## Février

### Forum international Cinéma et littérature
Le 6 février, est émis un timbre de 0,82 € annonçant le cinquième Forum international Cinéma et littérature, organisé du 7 au 9 avril 2006 à Monaco. Le timbre reprend l'affiche de la manifestation : sur un fond bleu comprenant une pellicule de cinéma, est posé un clap en forme de livre.
Dessiné par Davide Caporale, le timbre est imprimé en héliogravure en feuille de dix timbres.

## Mars

### Léopold Sédar Senghor 1906-2001
Le 6 mars, est émis un timbre commémoratif de 1,45 € pour le centenaire de la naissance de Léopold Sédar Senghor. Outre le portrait du président-écrivain, le timbre souligne son rôle de « cofondateur de la francophonie » en plaçant le logotype de l'Organisation internationale de la francophonie.
Dessiné par Laure Fissore et gravé par Claude Jumelet, le timbre est imprimé en offset et en taille-douce en feuille de dix timbres.

### 100etournoiMaster Series Monte Carlo
Le 8 mars, est émis un timbre commémoratif de 0,55 € pour le centième Tournoi international de tennis en principauté, nommé sur le timbre « Master Series Monte Carlo », qui se déroule du 15 au 23 avril 2006. Le timbre représente un joueur de tennis au service sur un terrain en terre battue, entourée des logotypes du tournoi.
Le timbre est dessiné par Epi Bazzoli pour une impression en héliogravure en feuille de dix timbres.

## Avril

### Carnet Blason des Grimaldi
Le 6 avril, un carnet de dix timbres autocollants et à validité permanente, est émis au type « Blason des Grimaldi ». D'une valeur de 0,55 € au moment de l'émission, un de ces timbres marqués « 20 g Zone A » permet d'affranchir une lettre à destination d'un pays de l'Union européenne ou de la Suisse. Sa date d'émission correspond au premier anniversaire du règne d'Albert II.
Le carnet est conçu par Teamoté et imprimé en héliogravure.

### Orchestre philharmonique de Monte-Carlo 1856-2006
Le 6 avril, est émis un timbre commémoratif de 0,64 € pour le 150e anniversaire de l'Orchestre philharmonique de Monte-Carlo. Autour de l'illustration centrale consacré aux instruments de musique et aux lieux monégasques où l'orchestre se produit le plus souvent, figurent quatre portraits des derniers princes de Monaco (dans le sens inverse des aiguilles d'une montre) : Charles III, Albert Ier, Louis II et Rainier III, tous représentés comme portant un costume blanc.
Le timbre est dessiné par Guéorgui Chichkine et imprimé en héliogravure en feuille de dix timbres.

### Campagnes princières en Arctique
Le 10 avril, est émis un timbre de 1,60 € sur les campagnes arctiques des princes Albert Ier au début du XXe siècle et Albert II en 2005 dans l'archipel du Svalbard et en avril 2006 au pôle nord géographique. Le timbre représente les monogrammes des deux princes et un extrait d'une carte topographique levée par le prince Albert Ier.
Le timbre est dessiné et gravé par Martin Mörck pour une impression en offset et taille-douce en feuille de six timbres de 4,8 × 3,6 cm.

### Exposition canine internationale
Le 14 avril, est émis un timbre de 0,64 € annonçant l'Exposition canine internationale de Monaco les 14 et 15 avril 2006. Le timbre représente un schnauzer, race de chien mis en avant cette année.
Colette Thurillet a dessiné le timbre imprimé en héliogravure en feuille de dix timbres.

### Coupe du monde de football 2006
Le 18 avril, est émis un diptyque pour la Coupe du monde de football 2006 en Allemagne. Les deux timbres ont une valeur faciale de 0,90 €. Celui de gauche présente le trophée et l'intérieur de l'Allianz Arena, stade du match d'ouverture, à Munich. Celui de droite porte le logotype de la compétition et montre l'intérieur du Stade Olympique de Berlin où se joue la finale.
Les timbres sont dessinés par Thierry Mordant pour une impression en héliogravure en feuille de quatre paires. Chaque timbre est un carré de 3 cm de côté.

### 39econcoursinternational de bouquets
Le 18 avril, est émis un timbre de 0,77 € pour annoncer le 39e Concours international de bouquets des 13 et 14 mai 2006. Le bouquet représenté sur le timbre est un des vainqueurs de l'année 2005, comme depuis l'émission 2002.
Le bouquet est dessiné par Giuseppe Mazza pour une impression en héliogravure en feuille de dix timbres de 2,6 × 3,6 cm.

## Mai

### Europa: intégration
Le 5 mai, est émis deux timbres de 0,53 € et 0,55 € dans le cadre de l'émission Europa ayant pour thème annuel « L'intégration ». Le timbre de 0,53 € représente un cube composé de petits cubes contenant des objets de couleurs pastels : arc-en-ciel, étoile, globe terrestre, etc. Celui de 0,55 € représente un globe terrestre centré sur l'Atlantique Nord (Afrique de l'Ouest et Europe).
Les deux timbres sont l'œuvre de Jean-Paul Véret-Lemarinier pour une impression en héliogravure en feuilles de dix timbres. Le timbre de 0,53 € est vertical, le 0,55 € horizontal, tous deux de format 3,6 × 2,6 cm.

### Accords RA.MO.GE.
Le 9 mai, est émis un timbre commémoratif de 1,75 € pour le 30e anniversaire de l'accord RA.MO.GE. pour la « préservation du milieu marin et du littoral » dans un secteur compris entre les villes de Saint-Raphaël en France, Monaco et Gênes en Italie. Le timbre représente ce secteur agrandi à partir d'une carte de la Méditerranée occidentale.
Le timbre d'un format de 3,6 × 4,8 cm est dessiné par Teamoté et imprimé en héliogravure en feuilles de dix timbres.

### John Huston 1906-1987
Le 27 mai, est émis un timbre commémoratif de 1,80 € pour le centenaire de la naissance du réalisateur de cinéma John Huston. Son portrait est accompagné de la scène d'un de ses films : Marilyn Monroe et Clark Gable dans Les Désaxés, un film de 1961. Cette émission coïncide avec l'Exposition philatélique internationale de Washington.
Le timbre est dessiné et gravé par Pierre Albuisson. Mesurant 4,8 × 3,6 cm, il est imprimé en taille-douce en feuille de six exemplaires.

### World Philatelic Exhibition Washington 2006
Le 27 mai, est émis un timbre de 0,90 € annonçant l'exposition philatélique internationale de Washington, capitale des États-Unis d'Amérique, organisée du 27 mai au 3 juin. L'illustration présente le dôme du Capitole, siège du pouvoir législatif, intégré dans un timbre dentelé latéralement et dans les drapeaux des États-Unis et de Monaco. 0,90 € permet d'affranchir une lettre simple vers l'Amérique du Nord.
L'illustration est dessinée et gravée par Martin Mörck et imprimée en taille-douce. Le timbre de 2,6 × 3,6 cm est conditionné en feuille de dix unités.

## Juin

### 20etournoide sabre: Challenge prince Albert
Le 6 juin, est émis un timbre de 0,48 € annonçant le 20e tournoi de sabre dénommé Challenge prince Albert, du nom du prince Albert II. Celui-ci est représenté en tenue d'escrime à côté d'une scène de combat.
Le timbre de 3,6 × 2,6 cm est dessiné par Robert Prat et imprimé en héliogravure en feuille de dix exemplaires.

### Pierre Corneille 1606-1684
Le 17 juin, est émis un timbre commémoratif de 0,53 € pour le 400e anniversaire de la naissance de Pierre Corneille. Son portrait voisine avec une liste de ses principales pièces de théâtre : Le Cid, Horace, Cinna, la Mort de Pompée, Andromède, Œdipe (typographié « Oedipe » sur le timbre), Sertorius, Attila et Tite et Bérénice.
Le timbre de 3,6 × 2,6 cm est dessiné par Irio Ottavio Fantini. Imprimé en héliogravure, il est conditionné en feuille de dix exemplaires.

### 46eFestival de télévision de Monte-Carlo
Le 17 juin, est émis un timbre de 0,82 € annonçant le 46e Festival de télévision de Monte-Carlo du 26 juin au 1er juillet 2006. L'illustration est une main se tendant en direction d'un écran de télévision blanc, sur un fond bleu-nuit.
L'illustration est une création de l'agence de communication événementielle Stratégies Monte-Carlo. Le timbre de 2,6 × 3,6 cm est imprimé en héliogravure en feuille de dix unités.

### Wolfgang Amadeus Mozart 1756-1791

Mozart enfant, peinture anonyme de 1763, probablement due à Pietro Antonio Lorenzoni.

Le 17 juin, est émis un timbre de 1,22 € pour le 250e anniversaire de la naissance du compositeur autrichien Wolfgang Amadeus Mozart. Son portrait le présente enfant, d'après une peinture de 1763, voisinant avec deux scènes de personnages de son opéra la Flûte enchantée, créée en 1791. L'inspiration maçonnique de cet opéra et l'appartenance de Mozart à la franc-maçonnerie sont rappelées par l'étoile flamboyante en bas à droite. Le personnage imprimé à rouge à gauche est Sarastro, le sage dans l'opéra et symbole de lumière ; le groupe en bleu derrière le portrait du jeune Mozart est formé des dames de la Reine de la nuit qu'affronte Sarastro.
Le timbre de 4,8 × 3,6 cm est dessiné et gravé par Pierre Albuisson. Il est imprimé en taille-douce en feuille de six exemplaires.

### Fondation Prince Pierre de Monaco 1966
Le 20 juin, est émis un timbre de 2,50 € pour le 40e anniversaire de la Fondation Prince Pierre de Monaco pour la promotion des arts et de la culture. Elle remet trois prix en art contemporain, composition musicale et littérature, arts représentés sur le timbre par leurs outils : palette de peintre, partition, livre, violon. Au-dessus, figurent le portrait et le monogramme du prince Pierre de Monaco (né de Polignac), grand-père du prince régnant Albert II et qui a, par exemple, dirigé la délégation de la principauté à l'Unesco.
Le timbre de 2,6 × 3,6 cm est dessiné par Guéorgui Chichkine et gravé par André Lavergne. Il est imprimé en taille-douce et conditionné en feuille de dix unités.

## Juillet

### Dino Buzzati (1906-1972)
Le 17 juillet, est émis un timbre de 0,55 € pour le centenaire de la naissance de l'écrivain italien Dino Buzzati. Le timbre représente le portrait et la signature de l'auteur. Sur la partie gauche du timbre, une scène rappelle son roman le Désert des Tartares : une citadelle isolée dans le désert, un cavalier se dirigeant dans sa direction.
Le timbre de 3,6 × 2,6 cm est dessiné par Irio Ottavio Fantini et imprimé en héliogravure en feuille de dix exemplaires.

### 10 ans de conservation ACCOBAMS 1996-2006
Le 17 juillet, est émis un timbre de 0,90 € pour le dixième anniversaire de l'Accord sur la conservation des cétacés de la mer Noire, de la Méditerranée et de la zone Atlantique adjacente (ACCOBAMS), et dont Monaco est le siège. Sur fond d'une carte marine de la région concernée, trois cétacés semblent nager en suspension.
Le timbre de 4,8 × 3,6 cm est dessiné par Maurizio Würtz. Imprimé en héliogravure, il est conditionné en feuille de six timbres.

### Luchino Visconti 1906-1976
Le 17 juillet, est émis un timbre commémoratif de 1,75 € pour le centenaire de la naissance et les 70 ans de la mort du réalisateur italien Luchino Visconti. Le portrait est un gros plan sur le visage sans les cheveux, voisinant avec le réalisateur en action bras en avant et chapeau blanc.
Dessiné et gravé par Pierre Albuisson, le timbre de 3,6 × 4,8 cm est imprimé en taille-douce en feuille de six unités.

## Septembre

### Naissance de Rolls Royce 1906
Le 4 septembre, est émis un timbre commémoratif de 0,64 € pour le centenaire de la société Rolls-Royce, fondée par Charles Rolls et Henry Royce dont les portraits ont été reproduits sur le côté droit de l'illustration. Celle-ci est principalement constituée de l'image d'un des premiers modèles du constructeur automobile britannique.
Le timbre de 3,6 × 2,6 cm est dessiné par Alain Giampaoli et gravé par André Lavergne pour une impression en taille-douce en feuille de dix exemplaires.

### XXIeMonte-Carlo Magic Stars
Le 4 septembre, est émis un timbre de 0,77 € pour annoncer la tenue du XXIe concours et festival de magie de Monte-Carlo, du 4 au 8 octobre 2006. Le nom de la manifestation est écrit en anglais sur le timbre Monte-Carlo Magic Stars, les « étoiles magiques ». L'illustration rappelle la composition d'une affiche où le bras du prestidigitateur lance en l'air cartes à jouer, dé, cœur et confettis.
Le timbre de 2,6 × 3,6 cm est dessiné par « monsieur Fabrini ». Il est imprimé en héliogravure en feuille de dix.

## Octobre

### Croix-Rouge
Le 2 octobre, est émis un timbre de 0,48 € portant le logotype de la Croix-Rouge monégasque et sur le thème de l'intégration. Avec à l'arrière-plan le paysage du palais princier et sur un fond blanc, trois visages en costume traditionnel se distinguent : une femme asiatique, un Européen tenant une chope de bière et un Africain ou Amérindien.
Le timbre de 2,6 × 3,6 cm est dessiné par Stéphanie Van Zyl pour une impression en héliogravure en feuille de dix exemplaires.

### Noël
Le 2 octobre, est émis un timbre de Noël d'une valeur de 0,53 € représentant une Vierge à l'enfant se tenant sous la lumière d'une étoile.
Le timbre de 2,6 × 3,6 cm est dessiné et gravé par Martin Mörck. Il est imprimé en offset pour les parties en couleurs et en taille-douce pour les traits et points en noir ; cette façon de faire est aussi utilisée par la poste du Danemark sur d'autres timbres de Mörck émis en 2006. Le timbre est conditionné en feuille de dix.

## Décembre
À l'occasion de l'exposition philatélique MonacoPhil 2006, plusieurs émissions du programme philatélique de 2007 sont avancées au 1er décembre 2006. Organisé du 1er au 3 décembre dans la Salle du canton, dans le quartier de Fontvieille, cet événement présente des expositions primées de philatélie classique (sur le XIXe siècle) concernant le monde entier. « Cent timbres et documents philatéliques parmi les plus rares du monde » a réuni des pièces extraordinaires issues de la collection du prince de Monaco, de la Collection philatélique royale britannique et des collections des 21 musées postaux et des 110 particuliers membres du Club de Monte-Carlo de l'élite de la philatélie, organisateur de l'exposition. Le commissaire général en est Jean Fissore, directeur de l'Office des émissions de timbres-poste et président du Club de Monte-Carlo.
Prévue pour 2007, ces timbres portent la mention d'imprimeur « Phil@poste 2007 ».

### Albert II, prince de Monaco - MonacoPhil 2006
Le 1er décembre, sont émis deux timbres reproduisant la photographie officielle du prince Albert II en uniforme, assis sur une chaise ancienne placé devant un drap pourpre. Le premier timbre est d'une valeur faciale de 0,60 €. Le second à 6 € est présenté dans un bloc rappelant les blocs de prestige aux effigies du prince Rainier III ; la légende signale qu'il est émis à l'occasion de l'« exposition philatélique internationale MonacoPhil 2006 ». Au sommet du bloc figurent les armoiries de Monaco et le monogramme du prince (deux A manuscrits enlacés par la pointe).
La photographie de Gaetan Luci est mise en page sur un timbre de 4 × 5,2 cm. Les deux timbres sont imprimés en héliogravure. Le 0,60 € est conditionné en feuille de six ; le 6 € est vendu sous la forme d'un bloc.

### Albert II: série d'usage courant - MonacoPhil 2006
Le 1er décembre, est émise une deuxième série de trois timbres d'usage courant  sans valeur faciale à l'effigie du prince Albert II. Celui-ci en tenue de ville se tient de profil et regarde vers la droite. Le portrait de couleur (vert pour l'écopli, rouge pour la lettre simple, bleu pour le tarif vers l'Union européenne) est entouré d'un liseré noir et du nom du pays sous le portrait. Cette série remplace la première émise le 19 novembre 2005 et retirée de la vente le 4 décembre 2006.
La nouvelle effigie est dessinée par Guéorgui Chichkine et les timbres de 2,6 × 3,177 cm sont gravés par Martin Mörck pour une impression en taille-douce en feuille de dix. L'émission coïncide avec l'exposition philatélique de prestige MonacoPhil 2006. (Catalogue de Luxe de l'Exposition des 100 timbres et documents philatéliques parmi les plus rares du monde, MonacoPhil 2006, Monaco).

### La philatélie à Monaco 1937 et 1987
Le 1er décembre, est émis un timbre de 0,54 € pour le 70e anniversaire de l'Office des émissions de timbres-poste créé par Louis II pour gérer les émissions philatéliques monégasques auprès de la poste française, et pour le 20e anniversaire de la création par Rainier III de la Commission consultative de la Collection philatélique et numismatique de Son Altesse Sérénissime le Prince de Monaco pour gérer les collections de timbres et monnaies des princes de Monaco. L'illustration est composée de pièces philatéliques anciennes et récentes, ainsi que d'un verso d'une pièce de monnaie commémorative présentant les profils de Rainier III et d'Albert II.
Le timbre de 3 × 4 cm est mis en page par Teamote et imprimé en héliogravure en feuille de dix.

### Association monégasque: Les Enfants de Frankie
Le 1er décembre, est émis un timbre de 0,70 € sur l'association monégasque Les Enfants de Frankie. Créée en 1987 par un clown, elle organise des spectacles et des visites pour amuser des enfants malades ou en difficultés sociales à Monaco et dans le département des Alpes-Maritimes. L'affiche reproduite sur le timbre (un clown se tenant la tête sur sa main) est une création offerte par Jean-Michel Folon.
L'œuvre de Folon est reproduite sur un timbre de 3 × 4 cm imprimé en héliogravure en feuille de dix timbres.

### Daniel Bovet (1907-1992): prix Nobel de médecine en 1957
Le 1er décembre, dans le cadre de l'émission Croix-Rouge monégasque, est émis un timbre de 0,86 € pour le centenaire de la naissance du médecin et pharmacologue italien et suisse Daniel Bovet. Il reçut le prix Nobel de physiologie ou médecine en 1957 pour ses travaux sur les antihistaminiques. À côté du portrait de Bovet, sont dessinés une molécule d'histamine et le profil en médaillon d'Alfred Nobel.
Le timbre de 4 × 3 cm est dessiné par Irio Ottavio Fantini et gravé par Yves Beaujard. Imprimé en taille-douce, il est conditionné en feuille de dix exemplaires.

### Albert Camus (1913-1960)
Le 1er décembre, est émis un timbre de 0,84 € en hommage à l'écrivain français Albert Camus pour le 50e anniversaire de son prix Nobel de littérature. 
Imprimé en taille-douce et en feuille de dix, le timbre de 3 × 4 cm est dessiné et gravé par André Lavergne.

### 10 ans de lutte contre le sida
Le 1er décembre, est émis un timbre de 0,49 € pour rappeler les dix ans de lutte et de prévention contre le syndrome d'immunodéficience acquise (sida) à Monaco. Sur le timbre, se trouvent les logotypes des deux anciennes associations monégasques, Monaco Sida fondée en 1996 et Femmes face au sida créée en 2003 par Stéphanie de Monaco. Elles ont été réunies au sein de Fight Aids Monaco en 2004.
Le timbre de 4 × 3 cm est conçu par Philippe Briffault et imprimé en offset en feuille de dix.

### Auguste Escoffier (1846-1935)
Le 1er décembre, est émis un timbre de 0,85 € en hommage au cuisinier Auguste Escoffier, dit le « roi des cuisiniers, le cuisinier des rois ». Il fut notamment chef de cuisine du Grand Hôtel de Monte-Carlo et mourut dans la principauté.
Le timbre de 3 × 4 cm est dessiné par Andrew Vicari et gravé par Yves Beaujard pour une impression ne taille-douce en feuille de dix.

### Grand Prix de la philatélie ASCAT 2006 - Alexander D. Kroo
Le 1er décembre, est émis un timbre de 3 € sur le lauréat 2006 du Grand Prix de la philatélie de l'Association internationale des éditeurs de catalogues et de publications philatéliques (ASCAT) : Alexander D. Kroo fut le secrétaire général de l'ASCAT de 1977 à 1996, créateur du Grand Prix et il est le président fondateur du Club de Monte-Carlo de l'élite philatélique. Le timbre reproduit le trophée du Grand Prix de l'ASCAT.
Le timbre de 3 × 4 cm est conçu par Teamote pour être imprimé en offset en feuille de dix.

### Rudyard Kipling
le 1er décembre, est émis un timbre de 1,57 € pour le centenaire du prix Nobel de littérature reçu par Rudyard Kipling, auteur du Livre de la jungle. Le portrait de l'auteur est représenté de profil gauche sur la droite du timbre. La partie gauche est consacrée à un dessin d'inspiration indienne : un éléphant transportant un passager ; sur la couverture, le rappel du prix Nobel de littérature.
Le timbre de 4 × 3 cm est dessiné par Thierry Mordant et gravé par Pierre Albuisson. Il est imprimé en taille-douce en feuille de dix.

### Médecine à Monaco
Le 1er décembre, est émis deux timbres sur des centres médicaux spécialisés monégasques. Le 1,15 € célèbre les trente ans du Centre cardio-thoracique ouvert en 1987 et le 1,70 € annonce l'ouverture en 2006 de l'Institut monégasque de médecine et de chirurgie sportive (IM2S) en 2006. Les deux centres sont identifiés sur les timbres par leur façade. Les illustrations des deux figurines sont liées graphiquement : thème, mise en page (une diagonale commune en bas des timbres) et représentation d'une colonne sur un côté.
Les deux timbres de 4 × 3 cm sont dessinés par Cyril de La Patellière et gravés par Martin Mörck. Ils sont imprimés en taille-douce en feuille de dix.

### Nall,Pensées
Le 1er décembre, est émis un diptyque reproduisant deux Pensées peintes par Nall. Les deux timbres de 1,70 € présentent les œuvres Sunrise et Sunset (en français, « lever » et « coucher de soleil »). Ils portent le logotype du centre culturel Grimaldi Forum dans les couloirs duquel ces peintures sont exposées.
Les œuvres de Nall sont mises en page sur des timbres de 3 × 4 cm imprimés en offset en feuille de deux diptyques.

### 40eConcours international de bouquets
Le 1er décembre, est émis un bloc de quatre timbres de 1,30 € pour le 40e anniversaire du Concours international de bouquets. Sur le bloc, les timbres carrés sont disposés sur la pointe. Chacun présente quatre catégories d'arrangements de fleurs coupées : « composition classique » en haut, « composition moderne » à gauche, « composition contemporaine » à droite et « composition japonaise » en bas. Sur les marges du bloc sont reproduits les monogrammes de la princesse Grace, créatrice du concours et de sa fille Caroline, son actuelle présidente.
Les quatre compositions conçues pour cette émission par des membres du Garden Club de Monaco sont disposés sur des timbres de 3,5 cm de côté dessinés par Giuseppe Mazza en héliogravure.

### Rencontre le 5 décembre 2005 au Saint-Siège avec le pape Benoît XVI
Le 1er décembre, est émis un timbre de 1,70 € pour l'anniversaire de la première rencontre entre le prince Albert II et le pape Benoît XVI, au Saint-Siège, c'est-à-dire au Vatican. Le catholicisme est religion d'État à Monaco. La photographie du serrement de mains des deux hommes est mise en page dans un ovale sur un timbre blanc ; les armoiries de Monaco et du pape figurent en bas du timbre.
Préparé par Teamote, le timbre de 5,2 × 4 cm est imprimé en héliogravure en feuille de six exemplaires.

### Sport automobile à Monaco
Le 1er décembre, est émis un diptyque consacré à deux grandes épreuves de sport automobile. Le timbre de 0,60 € de droite annonce le 75e Rallye de Monte-Carlo créé en 1911, celui de même valeur de gauche évoque le 65e Grand Prix de Monaco créé en 1929. Pour chaque course, une voiture de compétition est représentée (une Formule 1 pour le Grand Prix). À l'arrière-plan des deux timbres, est visible le paysage du port de Monaco. Sur la gauche du timbre de gauche, est reproduit le logotype de l'Automobile Club de Monaco.
Les timbres de 3 × 4 cm sont dessinés par Claude Rosticher pour une impression en offset en feuille de cinq diptyques.

### Théâtre Princesse Grace 1981-2006 - Joséphine Baker 1906-1975
Le 1er décembre, est émis un timbre de 0,49 € pour le 25e anniversaire du Théâtre Princesse Grace et le centenaire de la naissance de la chanteuse et danseuse Joséphine Baker. Le timbre représente le spectacle Jo et Joséphine créé pour l'anniversaire du théâtre.
Le timbre de 3 × 4 cm, reprise de l'affiche, est dessiné par Elena Zaïka et est imprimé en offset en feuille de dix unités.

### 31eFestival international du cirque de Monte-Carlo
Le 1er décembre, sont émis deux timbres à l'occasion du 31e Festival international du cirque de Monte-Carlo, organisé du 18 au 28 janvier 2007. Le 0,84 € reproduit l'affiche du Festival : un clown lève en l'air le trophée du Clown d'or remis au cours de cette manifestation. Le 0,60 € est une illustration créée spécialement : un clown, debout sur un éléphant, lève en l'air un immense ballon rouge.
L'affiche est signée par la société J. Ramel SA et le timbre de 0,60 € est dessiné par Elena Zaïka. Ils sont imprimés chacun sur un timbre de 3 × 4 cm imprimé en héliogravure pour le 0,60 € et en offset pour le 0,84 €, en feuille de dix.

### Paul-Émile Victor 1907-1995
Le 1er décembre, est émis un timbre de 2,11 € pour le centenaire de la naissance de Paul-Émile Victor, explorateur français de l'Arctique et de la Polynésie, qui fut consul de Monaco à Papeete à la fin de sa vie. Le timbre en présente un portrait en tenue polaire, entre un chien de traîneau et une cabane sur une île polynésienne.
D'un format de 5,2 × 4 cm, le timbre est dessiné et gravé par Claude Andréotto et est imprimé en taille-douce en feuille de six exemplaires.

### XXeanniversaire de l'Académie européenne de philatélie 1977-2007
Le 1er décembre, est émis un timbre commémoratif de 2,30 € pour le trentenaire de l'Académie européenne de philatélie, association souhaitant promouvoir les études philatéliques. Le timbre reprend le logotype de l'association sur la gauche et une carte d'Europe sur laquelle les nationalités des académiciens sont représentés par le drapeau dessiné sur leur pays et quelques fanions à droite pour les membres non européens.
Le timbre de 5,2 × 4 cm est dessiné par Jean-Paul Véret-Lemarinier et est imprimé en héliogravure en feuille de six exemplaires.

### Sources
- La presse philatélique française, dont les pages nouveautés de Timbres magazine,
- le catalogue de vente par correspondance de La Poste française.